# Андерхілл (Вісконсин)

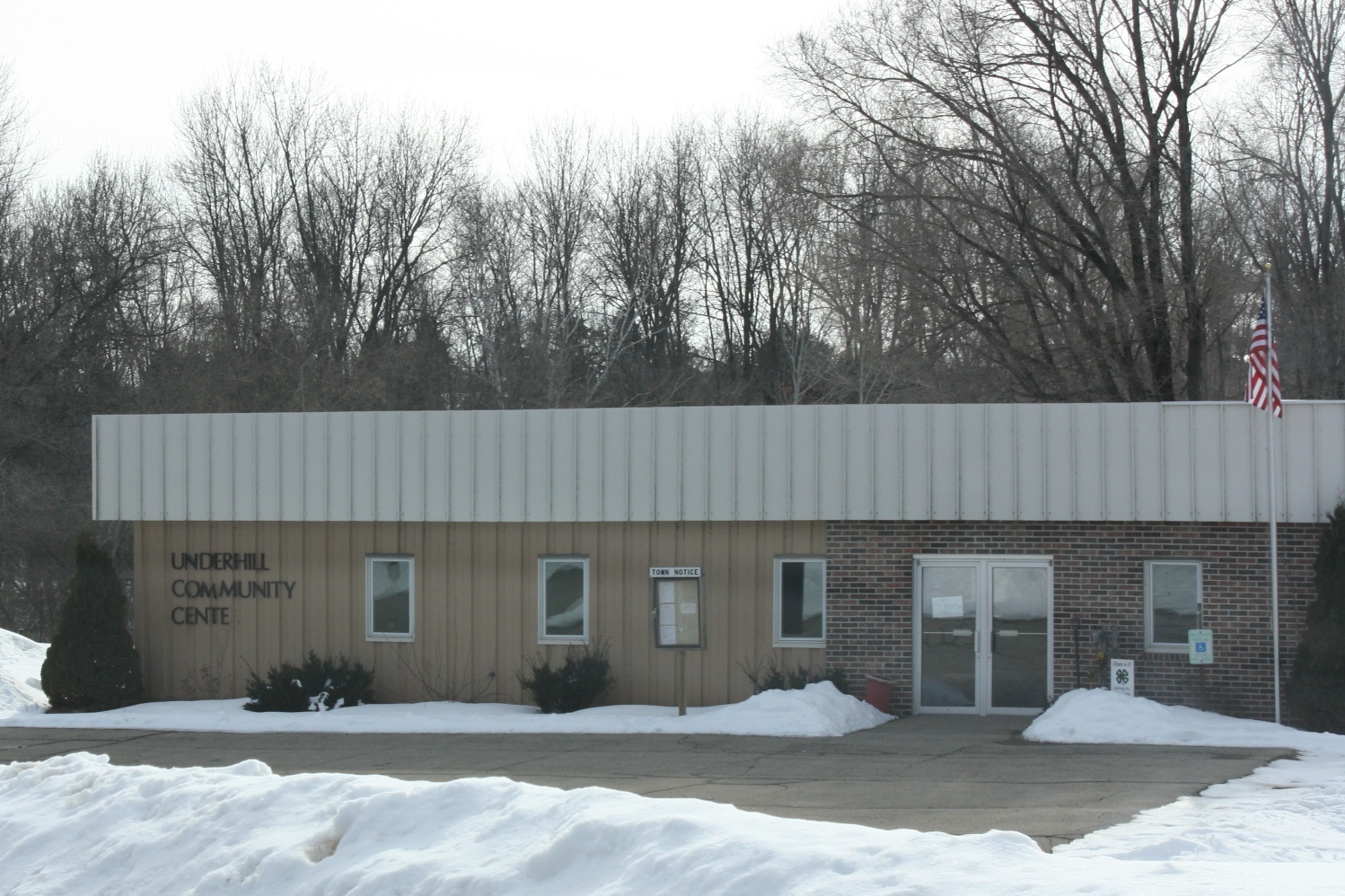
Громадський центр

Андерхілл (англ. Underhill) — місто (англ. town) в США, в окрузі Оконто штату Вісконсин. Населення — 864 особи (2020). У ньому також розташована невключенна громада Андерхілла.

## Історія
Місто було названо на честь Вільяма Андерхілла, поселенця з Вермонта.

## Географія
Згідно Бюро перепису Сполучених Штатів, загальна площа міста 35.6 квадратних миль (92.2 км), з яких, 35.1 квадратних милі (90.8 км) цього є землею, і 1,52 % зайнято водою.

## Демографія

### Перепис 2010
Згідно з переписом 2010 року, у місті мешкали 882 особи в 350 домогосподарствах у складі 249 родин. Було 505 помешкань
Расовий склад населення:
| - 89,0 % — білих - 5,2 % — корінних американців - 0,1 % — азіатів - 3,1 % — осіб інших рас |

До двох чи більше рас належало 2,6 %. Частка іспаномовних становила 4,1 % від усіх жителів.
За віковим діапазоном населення розподілялося таким чином: 23,0 % — особи молодші 18 років, 62,4 % — особи у віці 18—64 років, 14,6 % — особи у віці 65 років та старші. Медіана віку мешканця становила 43,0 року. На 100 осіб жіночої статі у місті припадало 114,6 чоловіків; на 100 жінок у віці від 18 років та старших — 108,3 чоловіків також старших 18 років.
Середній дохід на одне домашнє господарство становив 47 841 долар США (медіана — 37 778), а середній дохід на одну сім'ю — 54 436 доларів (медіана — 46 442). Медіана доходів становила 45 096 доларів для чоловіків та 29 250 доларів для жінок. За межею бідності перебувало 25,6 % осіб, у тому числі 43,7 % дітей у віці до 18 років та 11,6 % осіб у віці 65 років та старших.
Цивільне працевлаштоване населення становило 297 осіб. Основні галузі зайнятості: освіта, охорона здоров'я та соціальна допомога — 22,6 %, виробництво — 19,5 %, сільське господарство, лісництво, риболовля — 16,5 %.

### Перепис 2000
За даними перепису населення 2000 року в Андерхіллі проживало 846 осіб, налічувалось 329 домашніх господарств і 235 сімей, які проживають в місті. Середня густота населення становила близько 24,1 особа на квадратну милю (9.3/км²). Расовий склад Андерхілла за даними перепису розподілився таким чином: 93,50 % білих, 3,43 % — корінних американців, 0,35 % — азіатів, 2,72 % — представників змішаних рас. Іспаномовні склали 0,12 % від усіх жителів міста.
З 329 сімей в 30,1 % — виховували дітей віком до 18 років, 62,6 % представляли собою подружні пари, які спільно проживають, в 5,8 % сімей жінки проживали без чоловіків, 28,3 % не мали сімей. 22,5 % від загального числа сімей на момент перепису жили самостійно, при цьому 7,6 % склали самотні літні люди у віці 65 років та старше. Середній розмір домашнього господарства склав 2,57 особи, а середній розмір родини — 3,03 особи.
Населення міста за віковим діапазоном за даними перепису 2000 року розподілилося таким чином: 25,5 % — жителі молодше 18 років, 7,0 % — між 18 і 24 роками, 28,4 % — від 25 до 44 років, 23,8 % — від 45 до 64 років і 15,4 % — у віці 65 років та старше. Середній вік мешканця склав 39 років. На кожні 100 жінок в Андерхіллі припадало 109.9 чоловіків, при цьому на кожні сто жінок у віці від 18 років та старше припадало 108.6 чоловіків також старше 18 років.
Середній дохід на одне домашнє господарство в місті склав 31,905 долар США, а середній дохід на одну сім'ю — 39,844 долара. При цьому чоловіки мали середній дохід в 31,250 долар США на рік проти 20,521 доларів середньорічного доходу у жінок. Дохід на душу населення в місті склав 16,503 доларів на рік. 6,2 % від всього числа сімей в окрузі і 10,8 % від усієї чисельності населення перебувало на момент перепису населення за межею бідності, при цьому 13,8 % з них були молодші 18 років і 4,4 % — у віці 65 років та старше.